# Fading American Dream
Fading American Dream is het derde studioalbum van de Amerikaanse punkband Street Dogs. Het is uitgegeven op 24 oktober 2006 door Brass Tacks Records, een dochteronderneming van DRT Entertainment. Het album is met en zonder bonus DVD uitgebracht.

## Nummers
1. "Common People" - 4:07
2. "Not Without a Purpose" - 3:15
3. "Fatty" - 3:17
4. "Decency Police" - 2:26
5. "There Is Power in a Union" (cover van Billy Bragg) - 3:36
6. "Tobe's Got a Drinking Problem" - 3:40
7. "Shards of Life" - 2:47
8. "Sell Your Lies" - 2:07
9. "Rights to Your Soul" - 3:28
10. "Hard Luck Kid" - 3:48
11. "Fading American Dream" - 2:54
12. "Final Transmission" - 4:20
13. "Katie Bar the Door" - 3:03